# یلسک
یلسک (به لاتین: Yelʹsk) یک منطقهٔ مسکونی در بلاروس است که در منطقه گومل واقع شده‌است. یلسک ۹٬۱۷۵ نفر جمعیت دارد.